# Barrage de Petit-Saut
Le barrage de Petit-Saut est un barrage hydroélectrique français situé dans le département de la Guyane entre les communes de Sinnamary et de Saint-Élie.

## Aspects énergétiques
De 1976 à 1983, les besoins en énergie estimés par EDF en Guyane ont augmenté de 180 % (de 59 à 164 GWh). Il s'agissait d'accompagner une forte démographie (ex : ~ 2,9 % en 2000), et des projets énergivores tels que Télédiffusion de France ou le Centre spatial guyanais (CSG). Et, avec notamment le développement de la climatisation électrique, la consommation d’électricité a encore augmenté depuis (10 %/an) avec environ 460 GWh en 2002 selon le World Factbook de la CIA, 2005.
C’est donc pour répondre à cette hausse de la consommation énergétique de la population que le barrage a été érigé par EDF en 1994. Actuellement[Quand ?], il permet de fournir les deux tiers des besoins en électricité du territoire guyanais selon l’énergéticien. Installé sur le fleuve Sinnamary, il actionne quatre turbines Kaplan 35 MVA, pour une puissance installée de 116 MW et une production annuelle de 560 GWh. Construit par l’entreprise Vinci construction, il se situe à 50 kilomètres de Kourou et 110 kilomètres de Cayenne,.

## Situation géographique et description

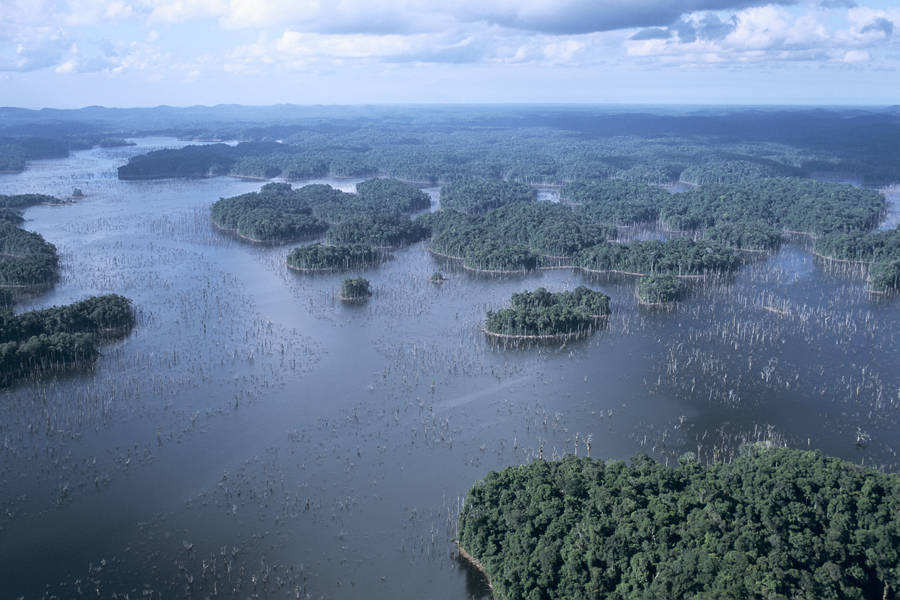
Vue d'une partie du lac

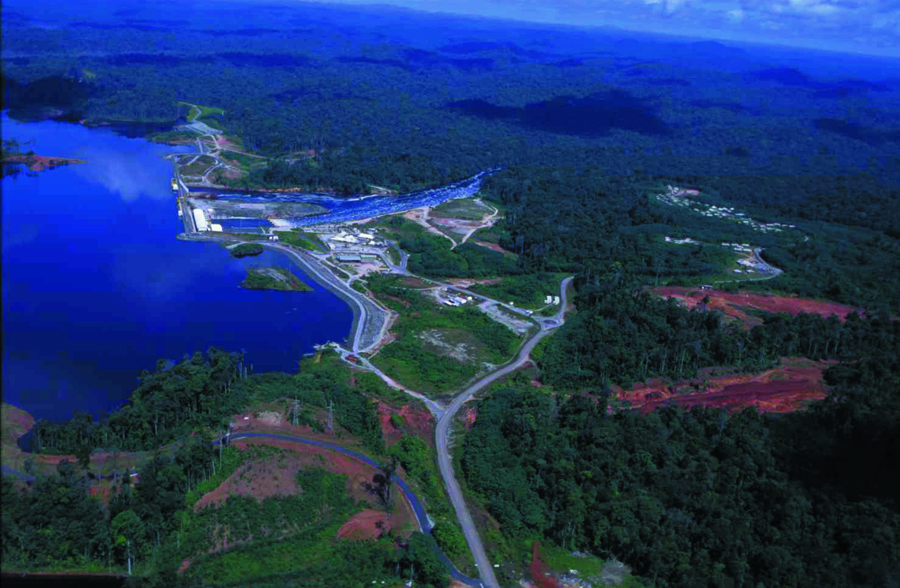
Le barrage du Petit Saut,
vue vers le sud-ouest

Ce barrage est situé à la confluence du moyen Sinnamary, l'un des grands fleuves guyanais, et d’un cours d’eau mineur (la
crique Cœur Maroni), à près de 60 km avant l'estuaire.
Le site a été choisi en raison d'un goulot naturel favorable à un barrage (5° 03′ 45″ N, 53° 02′ 46″ O). Il permet à EDF de produire de l'électricité, grâce à un débit moyen (vers 1994/1995) d'environ 270 m3/s. Les turbines du barrage produisent l'électricité de Cayenne et de son agglomération, de Saint-Laurent-du-Maroni, de Kourou et du Centre spatial guyanais ainsi que des autres villes de la région côtière.

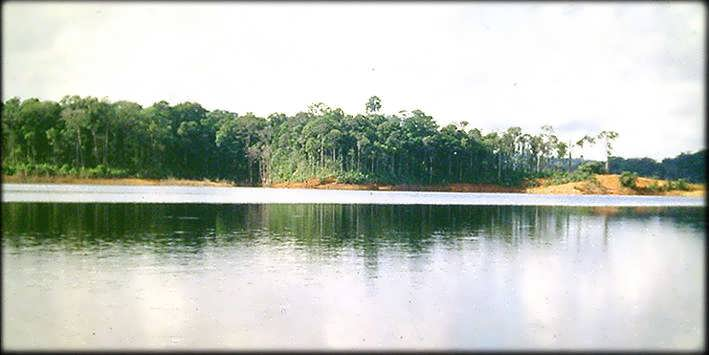
Berges du lac artificiel du barrage EDF de Petit-Saut en décembre 1995.

Son lac de retenue, d'une surface d'environ 365 km² (environ 16 km de long sur 19 km de large), est le plus grand de France, soit plus de trois fois la ville de Paris.
Sa profondeur atteint 35 m et son volume environ 3,5 milliards de m3 (Huynh et al 1997) pour un temps de résidence de l'eau estimé à 5-6 mois.

## Histoire
La construction de ce barrage-usine hydroélectrique de type poids en béton compacté au rouleau (BCR) de 47 mètres de hauteur, avec 740 mètres de longueur en crête créant une retenue de 3,5 milliards de m3 et de superficie 310 km2 en forêt tropicale et d'une usine équipée de quatre groupes Kaplan d'une puissance totale de 116 MW  aurait mobilisé environ 2,7 milliards de francs.
Après une phase d'études, les travaux ont commencé en 1989 (en 1987 pour la route, en 1991 pour le barrage de retenue, sous la conduite de Michel Robino comme chef d'aménagement) et se sont terminés en 1994, suivis de quelques aménagements destinés à réoxygéner l'eau.
EDF a également dû faire faire une longue tranchée (coupe rase) dans la forêt primaire guyanaise pour conduire, via une ligne à haute tension, l'électricité vers le réseau électrique guyanais.
Avec une capacité de 116 MW, la centrale hydroélectrique du barrage a produit en 1999 environ 47 % de l’électricité de toute la Guyane.
Diverses études d'état des lieux ont été faites avant la mise en eau, avec le MNHN, l'INRA, et l'ORSTOM (devenu IRD en 1998) notamment, par exemple sur l'ichtyofaune, après le choix du site, n'ayant donc pas influencé le positionnement du barrage.

### Projets d'exploitation des bois ennoyés
Certains bois ennoyés en profondeur, en zone anoxique, peuvent être très bien conservés. 
Après d’autres candidats (qui ont abandonné ce projet) deux entreprises (Voltalia et Triton) pourraient avant 2020-2021, couper, remonter et utiliser les bois submergés du barrage. Voltalia alimenterait sa centrale électrique de Kourou avec, et Triton produirait du bois de palissades et de mobilier extérieur. 
Les autorisations administratives (environnementales notamment) sont fin 2017 en cours de traitement.
L’ONF et l’une des principales ONG régionales (la SEPANGUY) pensent que ce ne peut être fait sans impacts environnementaux, mais qu’il faut aussi tenir compte des effets positifs attendus (moins de méthane et de putréfaction dans l’eau, et donc moins de méthylmercure toxique produit ;  « Petit-Saut aurait été, sur vingt ans, six fois plus polluante qu'une centrale de fuel de puissance équivalente » selon la SEPANGUY. Pour son étude d’impact, Triton a commandé une étude sur les oiseaux concernés au Groupe d'étude et de protection des oiseaux de Guyane (Gépog).

## Impacts environnementaux

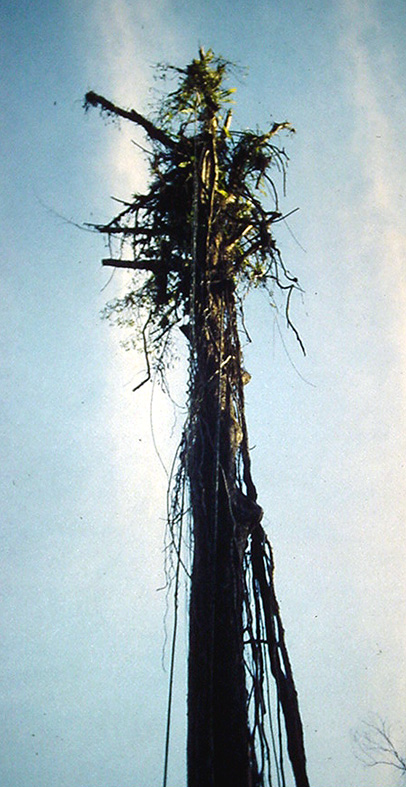
Arbre mort noyé émergeant de l'eau. Les branches desséchées sont tombées, et toutes ses épiphytes sont mortes, sauf quelques-unes (broméliacées en général, capables d'accumuler l'eau de pluie). Peu de champignons sont présents sur le bois mort, ce qui est inhabituel en climat tropical, mais s'explique ici par une exposition forte aux ultraviolets (directs et réverbérés par l'eau) par le fait que l'atmosphère au-dessus du lac est paradoxalement très sèche (les arbres morts n'évapotranspirent plus, et le bois sèche au soleil et sous l'action du vent).

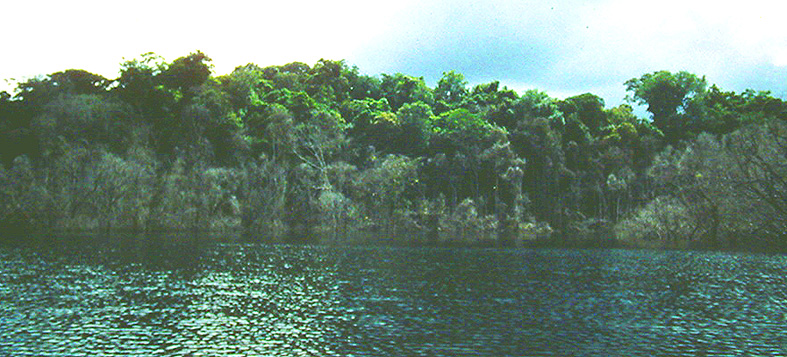
Sur les nouveaux rivages, une bande d'arbre meurt alors que l'eau monte, car à cette hauteur, les arbres n'appartiennent pas à des essences adaptées à la submersion de leurs racines.

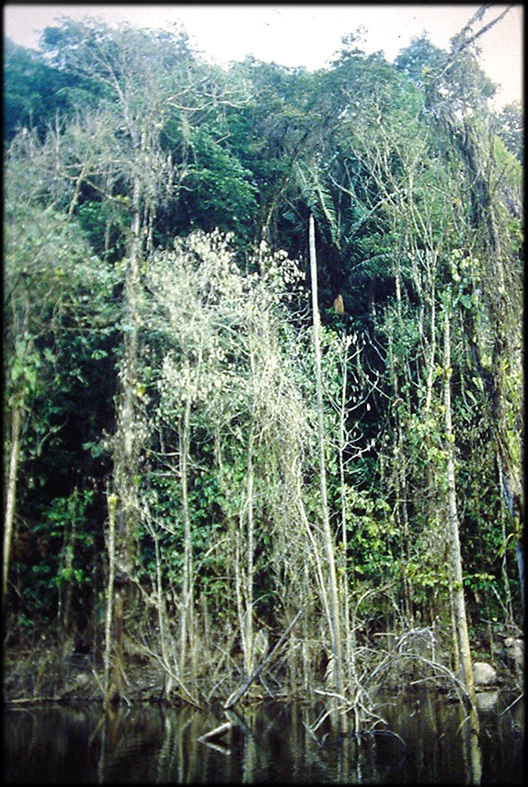
Nouvelle lisière et rideau d'arbres morts en lisière de la forêt grise morte noyée (ici en décembre 1995).

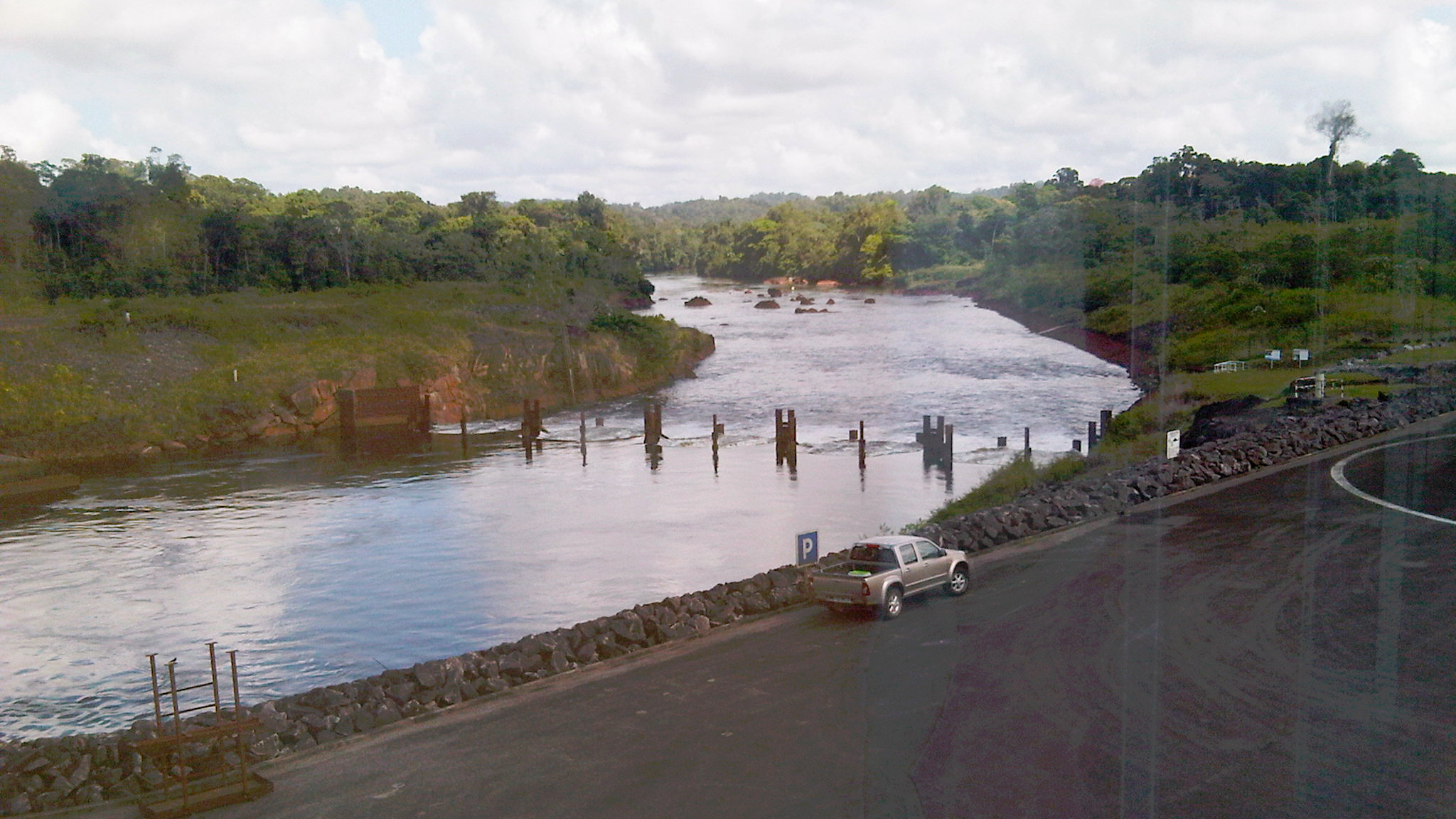
Système de réoxygénation de l'eau, installé en aval du barrage pour lutter contre les phénomènes d'anoxie

Dans le cadre des mesures compensatoires et de suivi (de cinq ans avant que le barrage soit terminé, et jusqu'à sept années après au minimum), la zone du barrage abrite un laboratoire dit « Laboratoire Environnement de Petit Saut (Hydréco) » chargé du suivi de nombreux paramètres environnementaux liés au barrage. Le suivi est effectué avec EDF
Parmi les six grands fleuves de Guyane, c'est le Sinnamary dont les poissons et les sédiments sont les plus pollués par le mercure (BRGM 2007), à cause de l'orpaillage légal (ex site de Saint Elie) ou illégal et à cause de la formation de méthyl mercure dans l'eau anoxique du barrage (depuis sa mise en eau) ,.
Il faut plusieurs décennies pour mieux appréhender les impacts du barrage. Les données du laboratoire environnement pourront y contribuer.
Le barrage ne s'est pas rempli aussi vite que prévu, probablement en raison d'une sous-estimation non pas de la pluviométrie mais de la capillarité qui tend à freiner la descente de l'eau dans le bassin versant, ou peut-être à la suite de la mort de millions d'arbres par noyade (ce qui a entraîné la suppression de leur évapotranspiration et par suite une modification importante du micro-climat de la vallée inondée).
Lors de la construction du barrage, et compte tenu de la taille de la forêt à inonder, il n'a pas été procédé à la déforestation du site, contrairement à ce que les Néerlandais avaient fait pour certains barrages du Suriname voisin. Or ces forêts croissent très lentement mais abritent une biomasse considérable. On a estimé que la biomasse de forêt primaire immergée était équivalente à environ 8 millions de tonnes de carbone (litière comprise).
Comme cela avait déjà été observé sur d'autres barrages, au Brésil notamment, il s'est ensuivi une forte dégradation de la qualité de l'eau, sur la zone inondée mais aussi en aval du barrage, en raison de la fermentation et décomposition de la matière organique immergée et de la diminution de l'hydrodynamisme. Le barrage a ainsi modifié la turbidité de l'eau, avec des effets biologiques mesurables et observés jusqu'à l'estuaire et dans son bouchon vaseux. Comme dans d'autres cas d'estuaires situés en aval de barrages en zone tropicale, on observe notamment des modifications de salinité, du taux d'oxygène dissous, et la quantité de matière organique transportée , perturbé les caractéristiques physicochimiques,, l'hydrochimie et l'écosystème aquatique du Sinnamary, au-delà du seul fait de la fragmentation écologique qu'il a induit ,,,.
Certaines espèces végétales rarissimes ont été impactées, avec des stations irrémédiablement détruites lors de la mise en eaux comme Turnera rupestris.

### Émissions de gaz (carbonique, sulfurés, méthane...)
Une partie de la matière organique piégée sous l'eau s'est décomposée et a absorbé une partie de l'oxygène de l'eau ce qui a provoqué des rejets de sulfure d'hydrogène, de dioxyde de carbone et de méthane (puissant gaz à effet de serre), par diffusion de la surface de l'eau vers l'air et par effervescence (bullage). 

Cette pollution, ainsi que l'anoxie associée a tué de nombreux poissons et d'autres organismes (aquatiques ou de la ripisylve) dès la mise en eau. Elle a aussi contribué à une émission significative de gaz à effet de serre (méthane)
Pour amoindrir l'effet sur l'environnement, en plus des mesures compensatoires initialement prévues, EDF a dû apporter des modifications au barrage afin de réoxygéner l'eau. Les mesurers ont diminué la hauteur de chute d'eau de 4 m et le rendement de la retenue de 15 %. 

Un seuil artificiel (« seuil métallique à deux lames déversantes successives ») a permis de remonter le taux d'oxygène en aval. Ce dispositif a été calculé (hauteur de chute, épaisseur de la lame déversante, dimensionnement du bassin de réception des chutes, dispositifs d'éclatement de la lame d'eau) pour optimiser le dégazage et l'oxygénation de l'eau. Il a été positionné dans le canal de fuite à une centaine de mètres à l'aval du barrage principal, hors du niveau des crues et de manière à ne pas créer d'obstacle supplémentaire dans le Sinnamary.
Même au moment du pic de pollution, grâce à la pluviométrie régionale très élevée, une couche d'eau pluviale plus oxygénée persistait en surface, permettant à certains poissons de survivre, mais une forte odeur sulfurée était perceptible en aval du barrage.
Au fur et à mesure de la minéralisation de la matière organique du sol, les émissions diminuent (le maximum d'émission aurait été atteint vers 1995. Le bois immergé ne se décompose ensuite qu'extrêmement lentement, surtout pour les bois durs, dans une eau très anoxique en profondeur).
La qualité des eaux du réservoir s'étant améliorée au fil des années, EDF a pu diminuer (deux fois, mais de manière réversible) la hauteur de chute du seuil artificiel, en conservant une teneur en oxygène dissous d'au moins 2 mg/l à « Pointe Combi » en aval (taux minimal imposé par la préfecture) à ce point.
Ces émissions (méthane, CO2 et hydrogène sulfuré) ont été suivies sur quelques points de mesure durant 2 ans après le début de la mise en eau (janvier 1994 qui a submergé 300 km2 de forêt). Une partie des gaz était dissipée dans l'air en aval du barrage, une autre restait en solution et était emportée par le courant vers l'estuaire. Selon l'étude faite lors de la mise en eau, les émissions de méthane ont atteint 800 t/j en février 1995, et le CH4 dissous dans la colonne d'eau a atteint à cette époque 14 mg par litre. Ce méthane oxydé dans l'eau par les microbes, a consommé d'énormes quantité d'oxygène dans le lac, mais aussi dans la rivière en aval du barrage. Les émissions totales de CH4 et CO2 ont été estimées par des modèles, de même que la perte de carbone du réservoir depuis la mise en eau.
Le méthane et l'oxygène dissous font encore l'objet d'un suivi épisodique.

### Impact sur la faune et la flore aquatique
Trois phases successives de modification des dynamiques de population ont été observées dans le lac artificiel.
1. Durant la mise en eau, les captures de poissons ont rapidement augmenté mais au détriment de la diversité spécifique, avec espèce dominant largement le peuplement[13] ; Plus en aval, le débit du fleuve a été considérablement réduit le temps du remplissage (3 ans environ) avec intrusion d'eau salée beaucoup plus profondément à l'intérieur des terres à partir de l'estuaire[37],[38]. La diminution des apports d'eau douce a pu avoir des effets jusque dans les mangroves littorales proches ou celles de l'estuaire, or ces mangroves jouent un rôle primordial de protection du trait de côte, mais aussi de nourricerie et abris pour de nombreuses espèces de poissons[39].
2. Durant les 2 années qui ont suivi, après avoir été très affectées par le manque d'oxygène et été confinées en surface les captures sont restées stables mais la diversité des espèces (richesse spécifique) continuait à diminuer ; deux espèces seulement constituant l'essentiel des captures[13] ;
3. 4 ans après la mise en eau, le volume de poissons capturé a lui aussi diminué, alors que la composition spécifique évoluait fortement[13].

Ces phases ont été observées dans d'autres grandes retenues en zone tropicale. Un impact complémentaire du mercure n'est pas impossible, car les barrages d'Amérique du Sud ont souvent facilité l'accès de zones éloignées aux chercheurs d'or.
Plus en aval, dans le fleuve et l'estuaire, les dynamiques de population, de migration et de recrutement de larves peuvent être affectées par les modifications écologiques dues au barrage , (mais aussi aux orpailleurs dont les impacts en termes de pollution mercurielle et de turbidité sont considérables).

### Rejets ou accumulation de mercure
Le mercure, utilisé par de nombreux orpailleurs de Guyane pour amalgamer l'or, est pour partie lessivé par les cours d'eau, ou rabattu par la pluie (pour les vapeurs de mercure). Une partie s'accumule dans les dépressions et tout particulièrement dans le réservoir, en amont du barrage.
De plus le socle amazonien, souvent ferrallitique est naturellement riche en mercure (huit fois plus en moyenne qu'en France métropolitaine) et il est en Guyane environ 10 fois plus chargé en mercure qu'en Europe. Le mercure libéré par le traitement aurifère du sol aux lances à eau, très volatil en climat équatorial et tropical, est également source de pollution de l'air, des brumes, des pluies, de l'eau et des sédiments. 

Ce mercure « naturel » (libéré par l’homme dans ce dernier cas) s'ajoute aux très importantes quantités introduites par l'homme dans le processus de l'orpaillage pour amalgamer l'or, et en grande partie évaporé par les orpailleurs (quantité cumulée estimée à 300 tonnes selon le BRGM). Les techniques d'orpaillage génèrent une forte turbidité de l’eau et une re-sédimentation dans les zones de ralentissement du courant et tout particulièrement dans le réservoir en amont des turbines du barrage.
Le CNRS a montré que le réservoir de Petit-Saut se comportait comme un immense « réacteur chimique et biochimique » favorisant l'oxydo-réduction d'une faible partie du HgII en Hg0 volatil (processus photochimiques, chimiques et bactériens) et surtout la production de monométhylmercure MMHg dans la couche anoxique de la colonne d'eau (absence quasi totale d'oxygène au-delà de 5 m de profondeur et jusqu'à 35 m dans le barrage). Le monométhylmercure regroupe espèces complexées à la fois par un ligand de méthyle et un ligand minéral (i.e. CH3-Hg-X). Il
est beaucoup plus toxique que le mercure minéral (Hg) et très bioaccumulable dans la chaîne alimentaire. De plus, à la différence d'autres métaux, il se concentre notamment dans les muscles des mammifères, oiseaux ou poissons (parties les plus consommées).
Plus précisément, le cycle naturel du mercure est profondément altéré par plusieurs processus qui cumulent leurs effets :
- la photoréduction[6].
- la dissolution / précipitation des oxyhydroxydes et des sulfures de fer[6].
- la sorption /désorption en surface des particules des sédiments ou en suspension dans l'eau[6].
- l'augmentation du recyclage vers l’atmosphère à partir de l'eau[6], « A l’interface air / eau, les exports en mercure de la retenue excèdent de 50 % le dépôt atmosphérique »[6].
- l’activité méthylante des bactéries[6] 
Dans l'eau privée de son oxygène, les bactéries sulfato-réductrices méthylent facilement le mercure et le rendent plus toxique et très biodisponible. Selon le CNRS, en profondeur, et en aval du barrage, le mercure est présent sous sa forme méthylée la plus dangereuse à des taux d'environ 25 % du mercure total (0,3 à 0,5 ng/l), soit 25 fois plus qu'en amont de la retenue où le MMHg dépasse rarement 1 % du mercure total. Muresan a montré (2006) que ce MMHg est principalement produit à deux endroits : dans la chemocline et à l’interface benthique ; « Elle atteint pour l’ensemble de la retenue 8,1 moles a-1 soit un taux de méthylation de 0,06 % j-1. On estime que la retenue exporte vers l’estuaire du Sinnamary 13,5 moles a-1 de MMHg alors qu’elle n’importe que 5,4 moles a-1 »[6]. Ce mercure est emporté par le Sinnamary jusqu'au réseau trophique de l'océan Atlantique qu'il va durablement contaminer (avec bioconcentration chez les carnivores et nécrophages [43].

En 1997 le CNRS/PEVS a lancé un programme de recherche interdisciplinaire « Mercure en Guyane ». 
Dans ce cadre, 3 sites sont suivis près du barrage ; l'un représentatif d'un cours d'eau local normal (crique Courcibo), un autre dont les caractéristiques écologiques et hydrologiques sont typiques de cette région, mais touché par l'orpaillage sur son bassin-versant (criques Leblond) et un troisième en aval de la retenue, sur le Sinnamary lui-même .
La bioamplification joue un rôle prépondérant et conduit à des concentrations de mercure dans le tissu musculaire des poissons carnivores/piscivores élevées, voire très élevées, par rapport à la norme de l'OMS (0,5 mg/kg, pds frais), alors que les niveaux de contamination de la colonne d'eau sont extrêmement faibles, de l'ordre du ng/L .
Les analyses ne montrent pas de différence dans les deux sites-témoins, mais une très forte augmentation des taux de mercure en aval de la retenue de Petit-Saut, dans l'eau, et dans les poissons (largement au-dessus des normes, avec des risques pour la consommation humaine, comme on l'a déjà montré lors d'étude sur les communautés amérindiennes wayana du Haut-Maroni). Ces taux élevés de mercure sont sans doute dus à l'anoxie du milieu qui favorise les bactéries sulfato-réductrices qui méthylent le mercure en le rendant non seulement plus toxique, mais beaucoup plus assimilable .

## Effets différés dans l'espace
En raison des facteurs de perturbations décrits ci-avant, ils peuvent avoir lieu en aval et en amont du barrage ;
- en amont, à cause des effets différés dans le temps de l'insularisation écologique et de la fragmentation forestière (étudiée par le CNRS et le muséum à partir de la station scientifique de Saint-Eugène[44], sur le bord de la rivière Koursibo, l'un des nombreux affluent du Sinnamary[45]) induite par la montée de l'eau, et à cause de la difficulté de remontée pour les espèces aquatiques (migratrices ou non) ;
- et en aval pour les effets distants dans l'estuaire[46] et même en mer, liés au mercure, ou aux modifications physico-chimiques et écologiques du Sinnamary[47]. L'estuaire dynamique est le second réacteur chimique du fleuve, alimenté par les eaux encore trop anoxiques du barrage. Un fort gradient rédox associé à un recyclage important des matières organiques en suspension augmentent encore la formation de mercure méthylable, tout en dopant les bactéries sulfatoréductrices (qui méthylent le mercure). Cet estuaire dynamique exporte 60 % plus de MMHg qu'il n'en importe : 27 contre 17 moles a-[6]. Une partie du mercure peut à nouveau passer dans l'air[48].

Des effets hydromorphologiques peuvent se faire sentir le long du cours du fleuve, mais aussi plus en aval avec d'éventuelles modifications de la sédimentation dans les mangroves ou bancs de vase,,,.
Les flux de méthane et de CO2, deux gaz à effet de serre important, ont changé, de la zone du barrage à l'estuaire (on sait que les estuaires jouent un rôle important, au niveau notamment du bouchon vaseux). À cause du mercure, des espèces situées en haut de la pyramide alimentaire, telles que le dauphin de Guyane (Sotalia guianensis) qui fréquente les estuaires et la mer ou les fleuves (selon la sous-espèce concernée), pourraient être très affectées.

### Réglementation
- Le décret relatif à la programmation pluriannuelle de l’énergie (PPE) de la Guyane a été publié au Journal officiel le 1er avril 2017 (au moment d'un mouvement social de grande ampleur) il présente les grandes orientations énergétiques de la région Guyane de 2017 à fin 2023.